# 矢後剛
矢後 剛（やご たけし、1967年2月11日 - ）は、静岡県出身の元競艇選手。登録番号3347。身長165cm。血液型A型。62期。東京支部所属。

## 来歴
静岡支部でのデビューであったが、実家の転居により東京支部に転籍。東京支部に移ったあたりから成績を上げ、2000年3月浜名湖競艇場・総理大臣杯の優勝戦でイン逃げを決めて優勝、SGレーサーとなった。2005年5月津競艇場・周年記念で2号艇の6コース進入からチルト角度上限（3度）で臨み、マクリを決めてG1初優勝。
2024年8月5日の下関競艇場のレースを最後に長期欠場が続いていたが、2025年2月12日に登録消除願を提出し、現役を引退した。

## 人物・エピソード
- プロペラグループは桑原淳一が率いるTMRに所属。
- かつては枠なり基本の選手だったが、その後はモーター取り付けのチルト角度を上げてアウトコースからのレースが多くなった。